# Ʒ
Cette page contient des caractères spéciaux ou non latins. S’ils s’affichent mal (▯, ?, etc.), consultez la page d’aide Unicode.
Ne doit pas être confondu avec les lettres latines epsilon réfléchi ‹ Ɜ ɜ ›, epsilon culbuté ‹ ᴈ ›, yogh ‹ Ȝ ȝ › et et ‹ Ꝫ ꝫ ›, les lettres cyrilliques dzé abkhaze ‹ Ӡ ӡ › et zé ‹ З з ›, la lettre géorgienne wie ‹ ჳ › ou le chiffre 3.
Ej (majuscule Ʒ, minuscule ʒ) /ˈɛʒ/, aussi écrit ezh d’après la graphie de son nom en anglais, est une lettre additionnelle de l’alphabet latin utilisée dans l’alphabet phonétique international, l’écriture du same skolt, de certaines langues de Papouasie-Nouvelle-Guinnée comme le kâte ou le kube, de certaines langues africaines comme l’aja-gbe ou le dagbani, dans l’alphabet romani standard ou encore dans l’écriture de langues construites comme l’uropi.
Malgré la ressemblance, cette lettre n’a aucun lien avec le chiffre arabe 3.

## Linguistique
Giacomo Micaglia (Jacobus Micalia) utilise la lettre ej dans son orthographe du croate dans un dictionnaire, Blago Jeziga Slovinskoga, publié en 1649.
Ardelio Della Bella (hr) utilise la lettre ej en croate dans son dictionnaire italien-latin-croate publié en 1728.
Rasmus Rask utilise la lettre ej dans son orthographe du same, notamment dans Ræsonneret Lappisk sproglære efter den sprogart, et dans sa transcription du géorgien et de l’arménien Nonnulla de pleno systemate Sibilantium in lingvis montanis, publiés en 1832.

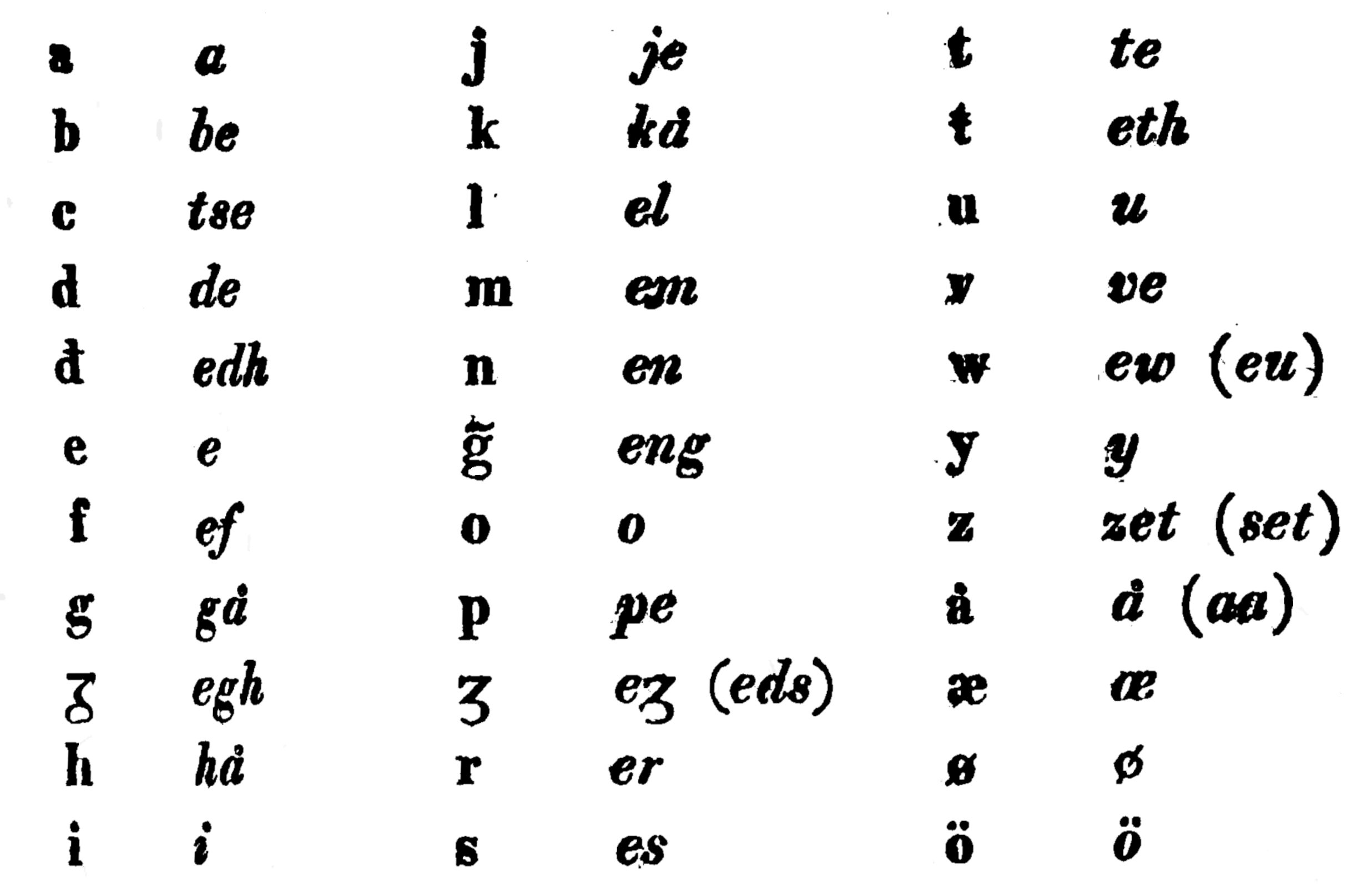
Alphabet same de Rasmus Rask en 1832.
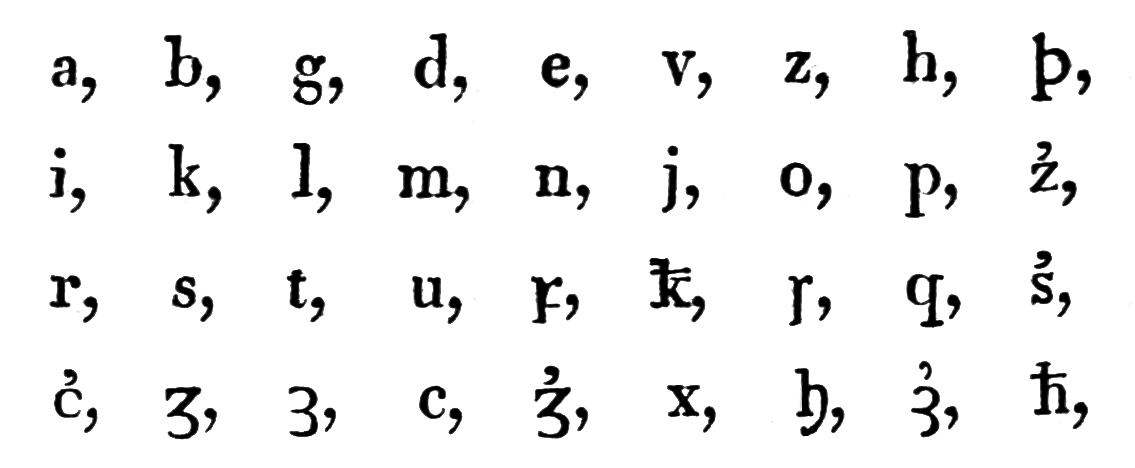
Alphabet proposé par Rasmus Rask pour la translittération du géorgien en 1832.
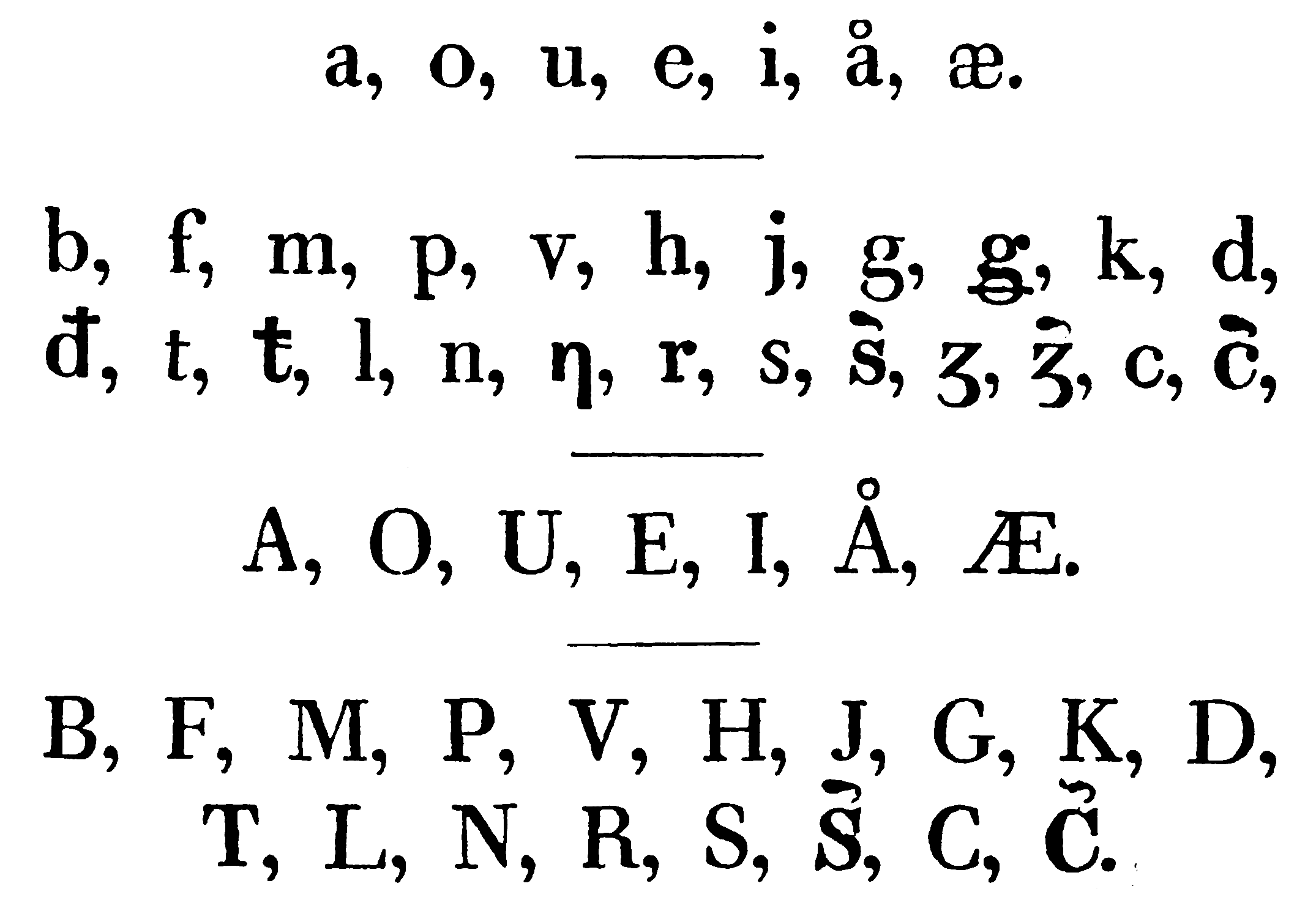
Alphabet same utilisé par Nils Vibe Stockfleth en 1837.

Nils Vibe Stockfleth (en) utilise aussi la lettre ej dans son orthographe du same dans les années 1830.
La lettre ej est utilisée dans l'alphabet phonotypique créé par Isaac Pitman en 1844. Sa majuscule y a principalement la forme d’un sigma grec réfléchi, cependant Isaac Pitman adopte brièvement la forme majuscule basée sur la minuscule en 1856. Cette forme basée sur la minuscule a aussi été utilisée dans l’alphabet phonétique d’Elias Longley dans les années 1870 et 1880.

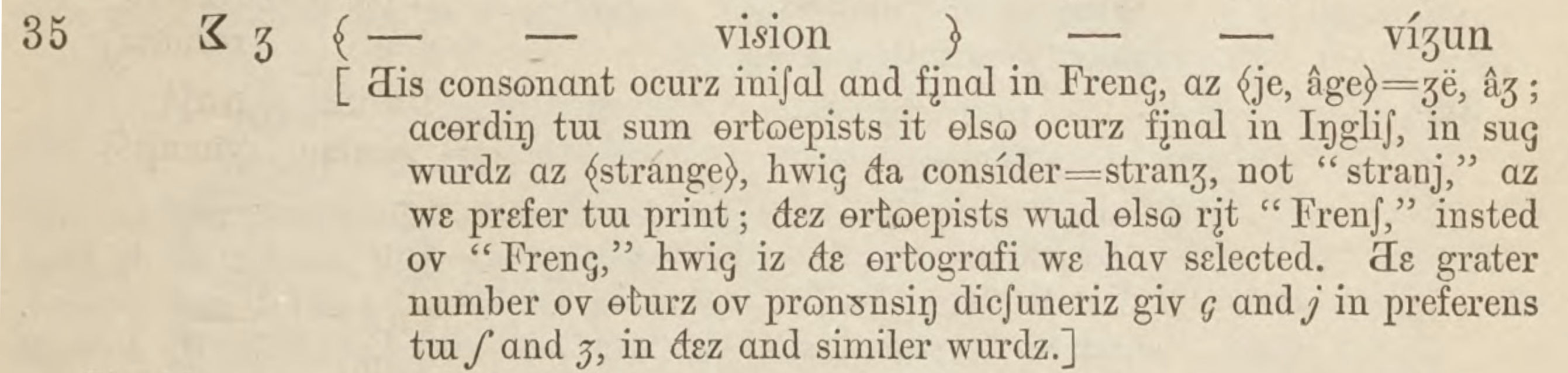
Description de la lettre ej par Ellis en 1848, en anglais écrit avec l’alphabet phonotypique.

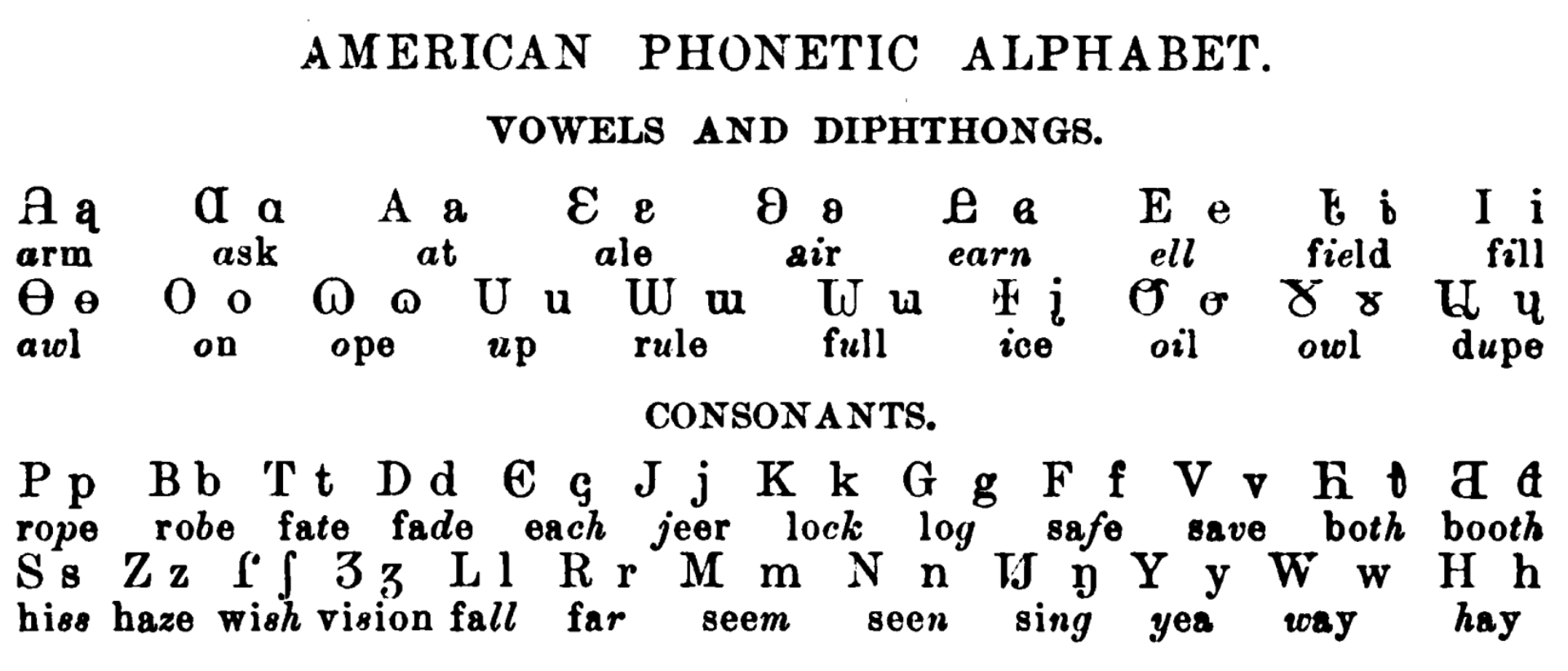
« Alphabet phonétique américain » de Cincinnati, basé sur l’alphabet Pitman et Ellis, dans The Phonetic Educator, 1883.

La lettre ʒ est utilisée par l'alphabet phonétique international pour transcrire une consonne fricative palato-alvéolaire voisée (comme le ‹ j › de « je », en français) [ʒ]. Son équivalent SAMPA est [Z].
C'est une consonne à part entière de l'alphabet adopté par l'Union Romani Internationale en 1990.
La lettre ej est utilisée comme lettre en same skolt, où elle est aussi utilisée comme une seconde lettre avec un caron : ‹ Ǯ ›.
La lettre ej apparaît également dans certaines langues africaines, comme parfois l’aja-gbe ou le dagbani, avec une capitale qui ressemble à un Σ inversé. On la retrouve aussi en uropi, avec parfois la forme du yogh ‹ Ȝ ȝ ›.
En kâte, l’ej ‹ ʒ › est utilisé pour représenter une consonne affriquée alvéolaire voisée [d͡z].
En washo, l’ej ‹ ʒ › a été utilisé dans l’orthographe utilisée dans les années 1990 et a été remplacé par la lettre z pour représenter une consonne affriquée alvéolaire voisée [d͡z].

## Unité de mesure
Le symbole ‹ ʒ › est utilisé comme symbole du drachme dans le système des apothicaires.

## Variantes et formes
| Majuscule | Minuscule | Description |
| --------- | --------- | --- |
|           |           | Formes où la majuscule est basée sur la minuscule, toutes deux descendant sous la ligne de base ; utilisées dans l’Alphabet des langues nationales béninoises ou en kâte.                                                                               |
|           |           | Formes de la majuscule angulaire basée sur un sigma majuscule, seule la minuscule descend sous la ligne de base ; formes retrouvées dans l’Alphabet international africain, ainsi qu’en dagbani des années 1930 aux années 1970, et parfois en aja-gbe. |
|           |           | Formes de la minuscule ressemblant à une petite capitale (ᴣ), seule la majuscule descend sous la ligne de base ; forme retrouvée dans l’Alphabet nordique unifié.                                                                                       |

### Graphies similaires
La graphie de la lettre ʒ ressemble aux lettres suivantes, avec lesquelles elle ne doit pas être confondue :
- ‹ Ȝ ȝ ›, yogh, lettre latine archaïque du moyen anglais ;
- ‹ Ᵹ ᵹ ›, g insulaire, forme du g au Moyen Âge dans les manuscrits du vieil anglais ou du vieil irlandais, et lettre latine utilisée dans la transcription phonétique du vieil irlandais au XIXe et XXe siècles ;
- ‹ Ꝫ ꝫ ›, lettre et, lettre abbréviative utilisée au Moyen Âge ;
- ‹ Ӡ ӡ ›, edz, lettre cyrillique utilisée en abkhaze.

Dans la version 1.0 d'Unicode, la lettre ej fut confondue avec la lettre yogh, laquelle ne fut pas introduite avant la version 3.0.

## Représentations informatiques
L’ej peut être représenté avec les caractères Unicode (Latin étendu B, Alphabet phonétique international) suivants :
| formes    | représentations | chaînes de caractères | points de code | descriptions               |
| --------- | --------------- | --------------------- | -------------- | -------------------------- |
| capitale  | Ʒ               | Ʒ                     | U+01B7         | lettre majuscule latine ej |
| minuscule | ʒ               | ʒ                     | U+0292         | lettre minuscule latine ej |